# Histricostoma
Genre
Synonymes
- Cretostoma Kratochvíl, 1958

Histricostoma est un genre d'opilions dyspnois de la famille des Nemastomatidae.

## Distribution
Les espèces de ce genre se rencontrent en Europe et en Turquie.

## Liste des espèces
Selon World Catalogue of Opiliones (29/03/2023) :
- Histricostoma anatolicum (Roewer, 1962)
- Histricostoma argenteolunulatum (Canestrini, 1875)
- Histricostoma caucasicum (Redikortsev, 1936)
- Histricostoma creticum (Roewer, 1928)
- Histricostoma dentipalpe (Ausserer, 1867)
- Histricostoma drenskii Kratochvíl, 1958
- Histricostoma gruberi Snegovaya & Marusik, 2012
- Histricostoma mitovi Snegovaya & Marusik, 2012

## Systématique et taxinomie
Ce genre a été décrit par Kratochvíl en 1958 dans les Nemastomatidae.
Cretostoma a été placé en synonymie par Martens en 1978.

## Publication originale
- Kratochvíl, 1958 : « Jeskynní sekáči Bulharska (Palpatores — Nemastomatidae). Höhlenweberknechte Bulgariens (Palpatores–Nemastomatidae). » Práce Brněnské základny Československé akademie věd, vol. 30, no 12, p. 523-576.